# João Pereira Vidal
João Pereira Vidal (Rio de Janeiro — 20 de julho de 1904) foi um político brasileiro.

Filho de José Pereira Vidal e de Mariana de Albuquerque Vidal.
Foi deputado à Assembleia Legislativa Provincial de Santa Catarina na 26ª legislatura (1886 — 1887).